# Stipan Filaković
Stipan Filaković (Santovo, Mađarska, 1954.) je mađarski atletičar, osvajač odličja za Mađarsku, kulturni djelatnik i dužnosnik hrvatske manjine u Mađarskoj. Po struci je profesor tjelesnog odgoja i hrvatskog jezika.
Rodio se u Santovu, gdje je pohađao hrvatsku manjinsku školu. Srednju školu je pohađao u Mohaču koji je kasnije postao i njegovim mjestom stalnog boravka. Studirao je hrvatski jezik i književnost na Filozofskom fakultetu Sveučilišta "Eötvös Loránd" u Budimpešti, a tjelesni odgoj na sveučilištu u Pečuhu. Oba studija je diplomirao.

## Kulturni rad
1973. je osnovao i do danas vodio jednu od hrvatskih najpoznatijih folklornih skupina, danas poznatu kao KUD "Mohač".

## Politički rad
Djelatan je i u društvenom životu hrvatske zajednice. U njegovom Mohaču je od 1998. dopredsjednikom Hrvatske manjinske samouprave.

## Športski rad
Njegov športski život je usmjeren ka atletici. Svojevremeno je bio mađarski lakoatletski reprezentativac u juniorskoj i seniorskoj konkurenciji (od 1973.). Njegova disciplina je bila 400 m prepone. Kasnije je diplomirao za atletskog trenera. Danas je trenerom Atletskog kluba Mohač (Mohácsi TE). 
Pored atletike, natjecao se i u konjičkom športu od 1982. do 1989. te od 2007. Natječe se u utrkama s dvopregom.

## Športski uspjesi
- sudjelovanje na 53 prvenstva Mađarske
- 13 puta sudjelovanje na završnicama međunarodnih natjecanja
- srebro na EP u Goriziji 1999.
- 8. na SP-u u Buffalu, SAD 2000.